# شیما کرمانی
شیما کرمانی (انگلیسی: Sheema Kermani؛ زادهٔ ۱۶ ژانویهٔ ۱۹۵۱) رقصنده، فعال حقوق بشر، و طراح رقص اهل پاکستان است.